# Theretra freyeri
Theretra freyeri är en fjärilsart som beskrevs av Kirby 1892. Theretra freyeri ingår i släktet Theretra och familjen svärmare. Inga underarter finns listade i Catalogue of Life.